# Асташевы
Асташевы — дворянский род.
Потомство Ивана Асташева, коллежского советника, жалованного в 1843 году дипломом на потомственное дворянское достоинство.
- Иван Дмитриевич (1796—1869) — известный томский купец-золотопромышленник и меценат.
- Вениамин Иванович (1836—1889) — генерал-лейтенант, сын И. Д. Асташева.
- Николай Вениаминович (1870—1902) — золотопромышленник, сын В. И. Асташева.

## Описание герба
В щите разделённом от верхнего левого угла диагональною чертою надвое представлено: в первом в голубом поле до половины белая лошадь, обращённая в правую сторону. Во втором в золотом поле плавильная печь.
Щит увенчан дворянскими шлемом и короною с двумя чёрными орлиными крыльями. Намёт на щите голубой, подложенный золотом. Герб Асташева внесён в часть 15 Общего гербовника дворянских родов Всероссийской империи, страница 63.